# (10270) Skoglöv
10270 Skoglov (1980 FX3) – planetoida z pasa głównego asteroid okrążająca Słońce w ciągu 3,83 lat w średniej odległości 2,45 j.a. Odkryta 16 marca 1980 roku.